# واودونت
واودونت (به فرانسوی: Vaudevant) یک کمون در فرانسه است که در Canton of Saint-Félicien واقع شده‌است.

## خصوصیات
واودونت ۱۲٫۴۶ کیلومترمربع مساحت و ۲۱۱ نفر جمعیت دارد و ۵۹۷ متر بالاتر از سطح دریا واقع شده‌است.